# کارمن ماچی
کارمن ماچی (اسپانیایی: Carmen Machi‎؛ زادهٔ ۷ ژانویهٔ ۱۹۶۳) بازیگر اهل اسپانیا است. او در سال ۲۰۲۴، موفق به دریافت «نشان زرین شایستگی در هنرهای زیبا» شد.

## گزیدهٔ نقش‌آفرینی‌ها
- برف در بنیدورم (۲۰۲۰)
- ۳۰ سکه (۲۰۲۰)
- بار (۲۰۱۷)
- شب بزرگ من (۲۰۱۵)
- پوستی که در آن زندگی می‌کنم (۲۰۱۱) (نامش در عنوان‌بندی نیامده)
- بگذار زشت‌ها بمیرند (۲۰۱۰)
- آغوش‌های گسسته (۲۰۰۹)
- با او حرف بزن (۲۰۰۲)
- ۷ زندگی (۲۰۰۶-۱۹۹۹)